# Monumento a Pablo Sarasate (Pamplona)
El monumento a Pablo Sarasate es un monumento conmemorativo dedicado al músico navarro Pablo Sarasate situado en Pamplona, capital de Navarra, en el Parque de la Media Luna, en el Segundo Ensanche de Pamplona, inaugurado el 26 de abril de 1959, es una proyecto del arquitecto Cándido Ayestarán cuya parte escultórica es obra del artista español Eduardo Carretero, realizada en 1959.

## Ubicación
Con el nacimiento del Segundo Ensanche de Pamplona se proyecta en 1937 el Parque de la Media Luna, en la parte occidental del nuevo barrio, diseñado por Víctor Eusa, con la colaboración inicial de José Berazaluce, ingeniero municipal de Pamplona, que realizó un detallado plano topográfico y redactó un primer proyecto de explanación y construcción de un muro de contención. Sin embargo, al alargarse la ejecución de las obras en el tiempo, posteriormente intervendrán otros arquitectos municipales como Luis Felipe de Gaztelu y Francisco Garraus que aportarán modificaciones a ese proyecto inicial.

## Contexto histórico
En los inicios de 1918, a finales de enero, se anunciaba la instalación de un primer monumento a Pablo Sarasate en los jardines de la Taconera de Pamplona. Durante las fiestas de San Fermín se coloca de la primera piedra el 6 de julio que finalmente se inaugura el 23 de agosto del mismo año.
Durante la inauguración del monumento a Julián Gayarre también instalado en la Taconera, el 5 de julio de 1950, Joaquín Gortari, entonces alcalde de Pamplona, anunciaba la sustitución de ese monumento a Pablo Sarasate de 1918 «por otro que, emplazado en el sitio adecuado, responda plenamente a la categoría de la población y a los merecimientos de don Pablo». Secundaron de inmediato esta iniciativa municipal varias entidades musicales y culturales. La comparación de este antiguo monumento con el recién inaugurado del tenor roncalés llevó a estimar como «demasiado modesto el monumento dedicado a Sarasate y deseaban uno de mayor entidad.»
En 1952 Áureo Rebolé ya realiza un primer proyecto donde el conjunto rebasa los once metros de altura, «en el que destacaba un obelisco rematado por una imagen alegórica de la Gloria sosteniendo el escudo de Pamplona.» En esta propuesta inicial ya se mostraban cuatro columnas flanqueando al obelisco, «y en el centro se disponía la figura de cuerpo entero de Pablo Sarasate, vestido con frac y portando el violín en su mano derecha.» Este proyecto no se llevaría a cabo y la idea prosiguió latente en los años siguientes y, para tal fin se creó una comisión con José Moreno Luzuriaga de presidente aunque con la presencia del empresario Félix Huarte, ejerciendo la presidencia de honor, y con el objetivo «de recaudar fondos mediante suscripción popular, a la que contribuyó generosamente el Consistorio de la ciudad. El coste del monumento ascendió a 855.344 pesetas.»
Durante la inauguración del nuevo monumento pronunciaron discursos José Moreno Luzuriaga y Miguel Javier Urmeneta, alcalde de Pamplona. El acto fue continuado con un festival folklórico por la mañana y una sesión de música militar y bailables por la noche en la plaza del Castillo.

## Descripción
El conjunto presenta una estructura arquitectónica formada por tres columnas seguidas por un bloque compacto de Piedra de Colmenar, curvado en la parte frontal, en cuyo dorso se labra un «altorrelieve inciso con dos figuras alegóricas: una de ellas aparece sentada, tocando la lira, en tanto que la otras se muestra de pie, ataviada con cota de malla, con un rollo en su mano derecha, y espada y cadenas en su izquierda.»
En la parte frontal está la escultura exenta, realizada en bronce entre 1958-1959, donde se nos muestra músico de cuerpo entero y de pie, elegantemente vestido sujetando en su mano izquierda el violín y en la derecha el arco apoyado sobre el suelo. En la parte lateral del bloque se lee la dedicatoria de la ciudad al violinista en español: «Pamplona a Sarasate».

### Autores
La parte escultórica está firmada por el artista granadino Eduardo Carretero que ya estaba vinculado con otra obra financiada por Félix Huarte, en la cercana Iglesia de San Francisco Javier y, aprovechando su presencia en Pamplona por esos años, realizó otros trabajos para la ciudad. El artista demuestra «su versatilidad en materia escultórica la constituye el monumento a Pablo Sarasate, que evidencia así mismo la capacidad del artista para captar la personalidad del personaje retratado.» En esta escultura fundida en bronce el artista, que es «consciente de la finalidad de dar a conocer la figura de este célebre personaje» decide dar «un salto estilístico, del rápido y abocetado al preciosista y detallado» donde «se ajusta con fidelidad dentro de un estilo clásico a la iconografía característica del violinista pamplonés, al que dota de verismo y casi vida en su gesto natural con el violín.»
Por el contrario, se muestra un artista más rotundo en los altorrelieves de la parte posterior del monumento, muy similares a los empleados en la terraza del Edificio Huarte levantado en el Paseo de la Castellana de Madrid y donde el escultor va «avanzando hacia una obra de carácter expresionista de renovado vigor.»

Vistas del conjunto monumental
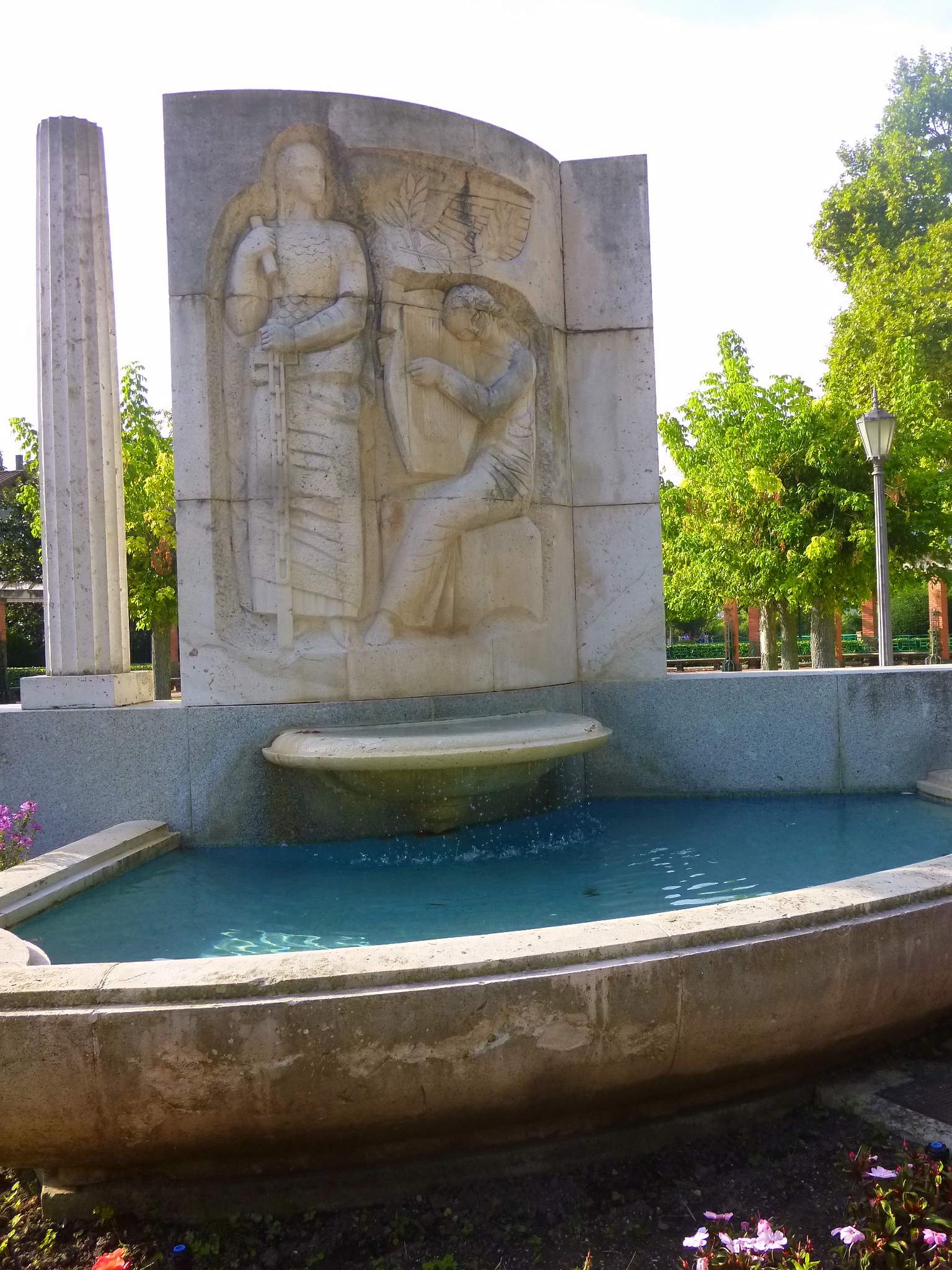
Altorrelieves en piedra en la parte dorsal del monumento.
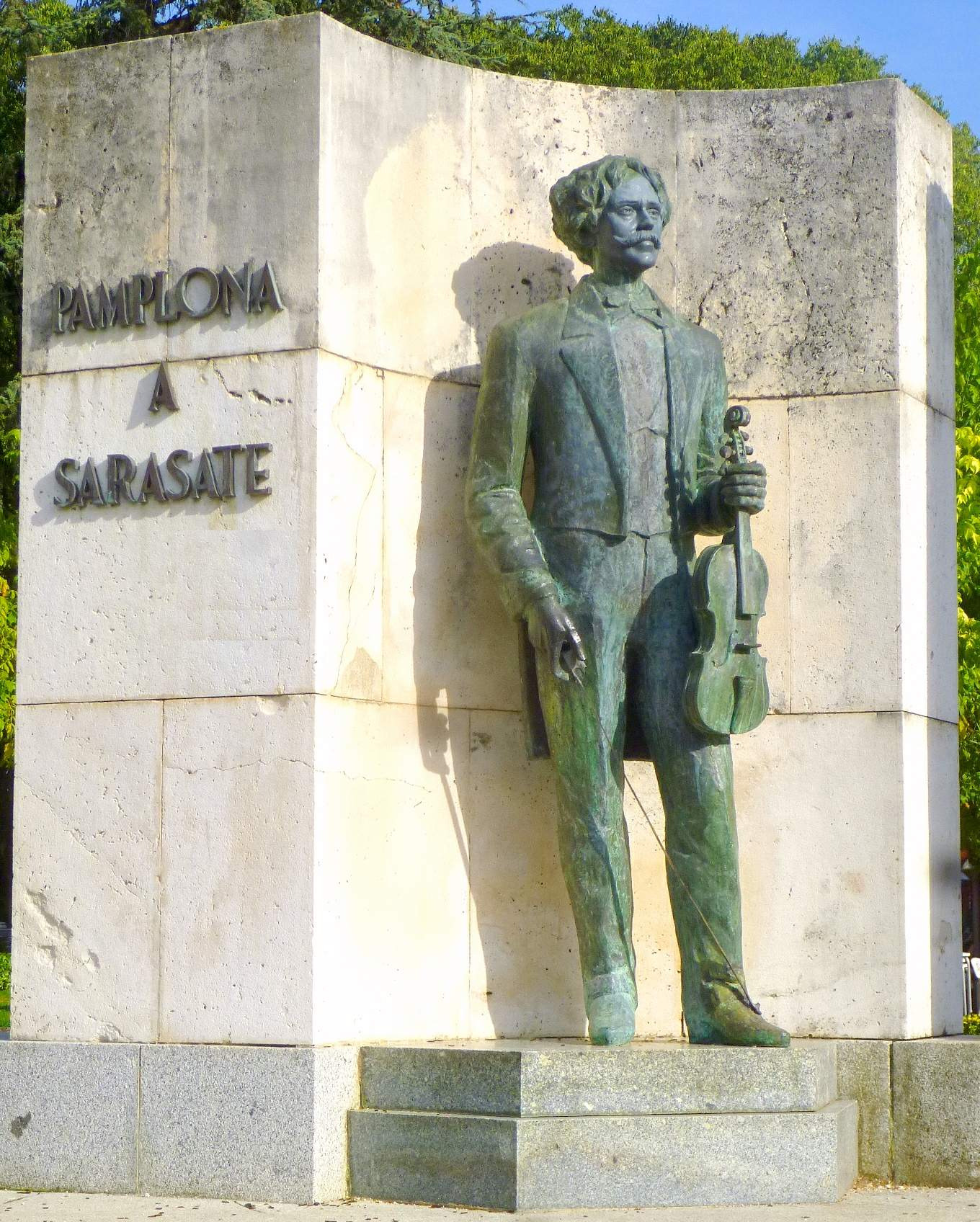
Detalle de la escultura de Pablo Sarasate.